# Омански ријал
Омански ријал (арапски: ريال عماني) је званична валута у Оману. Међународни код је OMR. Симбол ријала је ر.ع.. Ријал издаје Централна банка Омана. У 2009. години инфлација је износила 5,3%. Један ријал састоји се од 1000 баиси.
Пре ријала коришћен је индијски рупи и талер Марије Терезије (локално називан ријал) у оквиру државе Маскат и Оман. Талер је имао вредност 230 паиси, а 64 паиси је била вредност једног рупија. Током 1940. први ковани новац се појављује у регији Дофар, а 1946. и за цео Оман. Новчићи су обележени са баиса, што је било једнако речи паиса, са односом 200 баиси за ријал. Индијски рупи и заливски рупи су такође наставили да буду у употреби. За званичну валуту Омана је 1970. одређен ријал саиди који је по вредности био једнак британској фунти и заменио је заливски рупи за око 21 рупи за ријал. Нови ријал је подељен на 1000 баиси. Назив омански ријал је стекао 1973.
Постоје новчанице у износима 100 и 200 баиси као и ½, 1, 5, 10, 20, 50 ријала и кованице од 5, 10, 25 и 50 баиси.